# Plaubelia
Plaubelia är ett släkte av bladmossor. Plaubelia ingår i familjen Pottiaceae.
Kladogram enligt Catalogue of Life:
| Plaubelia | \| \| Plaubelia involuta \| \| \| \| \| \| Plaubelia sprengelii \| \| \| \| |
|           | \| \| Plaubelia involuta \| \| \| \| \| \| Plaubelia sprengelii \| \| \| \| |
|           | Plaubelia involuta                                                          |
|           |                                                                             |
|           | Plaubelia sprengelii                                                        |
|           |                                                                             |